# Галашина Анастасія Валеріївна
Анастасія Валеріївна Галашина (рос. Анастасия Валерьевна Галашина, нар. 3 лютого 1997) — російський стрілець, срібна призерка Олімпійських ігор 2020 року, чемпіонка Європи.

## Виступи на Олімпіадах
| Олімпіада  | Дисципліна                      | Місце |
| ---------- | ------------------------------- | ----- |
| Токіо 2020 | пневматича гвинтівка, 10 метрів | 2     |

## Зовнішні посилання
- Анастасія Галашина [Архівовано 2 вересня 2018 у Wayback Machine.] на сайті ISSF

1. 1 2  https://olympics.com/tokyo-2020/olympic-games/en/results/shooting/athlete-profile-n1428767-galashina-anastasiia.htm